# Паметник на Паисий Хилендарски (Банско)
Паметникът на Паисий Хилендарски е монумент в чест на българския възрожденец Паисий Хилендарски (1722 – 1793) в град Банско, България. Банско е един от градовете претендиращи за родно място на Паисий. 

## Местоположение
Разположен е на площад „Възраждане“.

## История
Паметникът е изработен от скулптора Стою Тодоров в 1976 година и официално е открит на 17 май 1977 година.

## Описание
В композиция влизат фигура на светеца в цял ръст от черно габро и зад нея разтворена каменна книга от мрамор от село Илинденци. На шестте листа на книгата има изобразени сцени от българската история и цитати от произведението на Паисий „История славянобългарска“. На първия лист пише „Славянобългарска история ...събра и нареди Паисий йеромонах, който живееше в Света гора Атонска и беше дошъл там от Самоковската епархия в 1745 година, а събра тая история в 1762 година за полза на българския род“ и под него „Аз премного се постарах за българския род и отечество и много труд положих да събирам от различни книги и истории, докато събрах и обединих делата на българския народ в тази книжица за ваша полза и похвала. Написах я за вас, които любите своя народ и българското отечество…“. На втория са изобразени светите Седмочисленици – Методий и Кирил, и техните петима ученици Климент, Наум, Горазд, Сава и Ангеларий. Под фигурите им е изписан текст от Паисиевата книга: „От целия славянски род първо българите възприеха славянското писмо и книги...“ На третия лист е изписано „По-добра е българската простота и незлобливост... а ти се срамуваш, защото българите са прости и неизкусни... повечето от тях са орачи, копачи, овчари и прости занаятчии“. Под текста има изображения на хора със споменатите занаяти – орач, копач, пастир, ковач и сеяч. Четвъртият лист е празен, а на петия е изписано „О, неразумни юроде защо се срамуваш да се наречеш българин... Ти българино не се мами, знай своя род и език!“ На шестия лист са изобразени в цял ръст български владетели с годините на тяхното управление: Аспарух (681-701), Крум (803-814), Борис I (852-889), Симеон I (893-927), Самуил (993-1014) и Йоан Асен II (1218-1241). Под също има цитат от Паисиевата история: „Или не са имали българите царство и държава! Толкова са царували и са били славни и прочути по цялата земя...“